# The 20/20 Experience: 2 of 2
| Совокупная оценка    | Совокупная оценка |
| Источник             | Оценка            |
| -------------------- | ----------------- |
| Metacritic           | 62/100            |
| Оценки критиков      |                   |
| Источник             | Оценка            |
| Allmusic             | [ 2 ]             |
| Chicago Tribune      | [ 3 ]             |
| Entertainment Weekly | B                 |
| Exclaim!             | 6/10              |
| The Guardian         | [ 6 ]             |
| Los Angeles Times    | [ 7 ]             |
| The Observer         | [ 8 ]             |
| Pitchfork Media      | 4.5/10            |
| Rolling Stone        | [ 10 ]            |
| Spin                 | 6/10              |

The 20/20 Experience: 2 of 2 — четвёртый студийный альбом американского певца и автора песен Джастина Тимберлейка, издан 27 сентября 2013 года на лейбле RCA. Альбом является второй частью альбома «The 20/20 Experience» (2013). Лид-синглом альбома стала песня «Take Back the Night» выпущенная 12 июля 2013 года. Вместе с выпуском «The 20/20 Experience: 2 of 2» состоится выход бокса «The 20/20 Experience: The Complete Experience», в который войдут оба альбома.

## Об альбоме

### Предыстория
В сентябре 2006 года Тимберлейк выпустил свой второй студийный альбом FutureSex / LoveSounds. Альбом получил положительные оценки критиков и из него было выпущено шесть синглов, в том числе международные хиты «SexyBack», «My Love» и «What Goes Around… Comes Around». После окончания мирового турне в поддержку альбома в 2007 году Тимберлейк взял перерыв в своей музыкальной карьере, чтобы сосредоточиться на профессии актёра. Кроме того, Тимберлейк начал тайно работать с лейблом Tennman Records, основанном в 2007 году и в своей творческой группе The Y's, основанной в 2008. Он также спел в качестве приглашённого артиста в нескольких песнях для других исполнителей, таких как Мадонна («4 Minutes») и Тимбалэнд («Carry Out»). В июне 2011 года он совместно с Specific Media Group приобрели социальную сеть Myspace заплатив около 35 миллионов долларов. Джастин обещал сделать всё, чтобы вернуть популярность Myspace, который был когда-то доминирующим ресурсом среди социальных сетей пока не «настали его худшие времена»

## Список композиций
| №   | Название                           | Автор(ы)                                                                | Длительность |
| --- | ---------------------------------- | ----------------------------------------------------------------------- | ------------ |
| 1.  | «Gimme What I Don't Know (I Want)» |                                                                         | 5:15         |
| 2.  | «True Blood»                       |                                                                         | 9:31         |
| 3.  | «Cabaret»                          |                                                                         | 4:32         |
| 4.  | «T.K.O.»                           |                                                                         | 7:04         |
| 5.  | «Take Back the Night»              | Justin Timberlake Timothy Mosley Jerome "J-Roc" Harmon James Fauntleroy | 5:53         |
| 6.  | «Murder»                           |                                                                         | 5:07         |
| 7.  | «Drink You Away»                   |                                                                         | 5:31         |
| 8.  | «You Got It On»                    |                                                                         | 5:55         |
| 9.  | «Amnesia»                          |                                                                         | 7:04         |
| 10. | «Only When I Walk Away»            |                                                                         | 7:05         |
| 11. | «Not A Bad Thing»                  |                                                                         | 11:28        |

| №   | Название        | Длительность |
| --- | --------------- | ------------ |
| 12. | «Blindness»     | 4:48         |
| 13. | «Electric Lady» | 4:20         |